# Invocator
Invocator er et thrash metal/dødsmetal-band fra Esbjerg, Danmark, som blev dannet i sommeren 1987 af Jacob Hansen, fra hans tidligere band-navn Black Creed dannet året før. I 1995 brød bandet op, for at blive gendannet i 2000.
Invocator udgav i 1988 deres første demo Genetic Confusion. Titlen var taget fra en sangtekst på albummet Terror Squad af Artillery. Invocator's første store koncert var som support for Artillery. Anden demo fra 1989 Alterations solgte 2.000 eksemplarer.

## Diskografi

### Studiealbums
| År   | Titel                         | Pladeselskab            |
| ---- | ----------------------------- | ----------------------- |
| 1991 | Excursion Demise              | Black Mark              |
| 1993 | Weave the Apocalypse          | Black Mark              |
| 1994 | The Early Years               | Progress/Die Hard Music |
| 1995 | Dying to Live                 | Progress/Die Hard Music |
| 2003 | Through the Flesh to the Soul | Scarlet                 |

### Demoer
| År   | Titel             |
| ---- | ----------------- |
| 1987 | Live '87          |
| 1988 | Genetic Confusion |
| 1989 | Alterations       |
| 1992 | Promotape '92     |
| 2002 | Demo 2002         |